# Premiership Rugby 2007-08
La Liga de Inglaterra de Rugby 15 2007-08, más conocido como Guinness Premiership 2007-08 (por razones comerciales) fue la vigésimo primera edición del torneo más importante de rugby de Inglaterra.

## Formato
El torneo se disputó en dos etapas, la primera una fase regular en donde cada equipo se enfrentó en condición de local y de visitante a cada uno de sus rivales, posteriormente los cuatro mejores equipos clasificaron a la postemporada, enfrentándose en eliminaciones directas comenzando desde las semifinales. 
El último clasificado de la fase regular descendió al RFU Championship.

## Desarrollo

### Fase regular
| Pos. | Equipo             | Encuentros | Encuentros | Encuentros | Encuentros | Tantos | Tantos | Tantos | PB | PB | Puntos |
| Pos. | Equipo             | PJ         | PG         | PE         | PP         | F      | C      | Dif    | BO | BD | Puntos |
| ---- | ------------------ | ---------- | ---------- | ---------- | ---------- | ------ | ------ | ------ | -- | -- | ------ |
| 1.º  | Gloucester         | 22         | 15         | 0          | 7          | 551    | 377    | +174   | 7  | 7  | 74     |
| 2.º  | London Wasps       | 22         | 14         | 2          | 6          | 599    | 459    | +140   | 7  | 3  | 70     |
| 3.º  | Bath               | 22         | 15         | 0          | 7          | 526    | 387    | +139   | 6  | 3  | 69     |
| 4.º  | Leicester Tigers   | 22         | 13         | 0          | 9          | 539    | 428    | +111   | 6  | 6  | 64     |
| 5.º  | Sale Sharks        | 22         | 14         | 0          | 8          | 481    | 374    | +107   | 4  | 3  | 63     |
| 6.º  | Harlequins         | 22         | 12         | 0          | 10         | 480    | 440    | +40    | 7  | 8  | 63     |
| 7.º  | London Irish       | 22         | 13         | 0          | 9          | 433    | 382    | +51    | 2  | 5  | 59     |
| 8.º  | Saracens           | 22         | 11         | 0          | 11         | 533    | 525    | +8     | 3  | 5  | 52     |
| 9.º  | Bristol Bears      | 22         | 7          | 1          | 14         | 393    | 473    | −80    | 3  | 5  | 37     |
| 10.º | Worcester Warriors | 22         | 6          | 2          | 14         | 387    | 472    | −85    | 1  | 7  | 36     |
| 11.º | Newcastle Falcons  | 22         | 7          | 0          | 15         | 333    | 542    | −209   | 1  | 5  | 34     |
| 12.º | Leeds Carnegie     | 22         | 2          | 1          | 19         | 336    | 732    | −396   | 0  | 2  | 12     |

|  | Semifinalistas.                 |
|  | Descendido al RFU Championship. |

### Postemporada

#### Semifinal
| 18 de mayo de 2008 | Gloucester | 25 - 26 | Leicester Tigers |  |  |

| 18 de mayo de 2008 | London Wasps | 21 - 10 | Bath |  |  |

#### Final
| 31 de mayo de 2008 | London Wasps | 26 - 16 | Leicester Tigers |  |  |

| Bandera de Inglaterra |
| Campeón London Wasps  |
| Sexto título          |